# Niccolò Alberti
Niccolò Alberti (ur. 1250, zm. 27 kwietnia 1321) − włoski kardynał. Jego nazwisko jest podawane także jako Albertini albo Alberti di Prato.

## Życiorys
Pochodził z Prato. W wieku 16 lat wstąpił do zakonu dominikanów we Florencji. Następnie studiował teologię na uniwersytecie paryskim, uzyskując tytuł doktora. Profesor w rzymskim konwencie dominikanów Santa Maria sopra Minerva. W 1296 został prokuratorem generalnym zakonu, a rok później prowincjałem w Rzymie. 1 lipca 1299 papież Bonifacy VIII mianował go biskupem Spoleto i wikariuszem Rzymu, a następnie wysłał jako legata w celu mediacji między królem Francji Filipem IV a królem Anglii Edwardem I. Po udanym zakończeniu tej misji w 1302 ponownie został wikariuszem Rzymu.
W 1303 następcą Bonifacego VIII został dominikanin Benedykt XI, wieloletni przyjaciel Albertiego. Na swoim pierwszym konsystorzu 18 grudnia 1303 mianował go kardynałem biskupem Ostia e Velletri, a lutym 1304 wysłał jako legata apostolskiego do ogarniętej wojną domową Toskanii z zadaniem przywróceniem tam pokoju. Mimo początkowych sukcesów misja ta zakończyła się niepowodzeniem i nałożeniem (w lipcu 1304) interdyktu na Florencję. Uczestniczył w Konklawe 1304–1305. Nowy papież Klemens V wysłał go (wraz z innym dominikańskim kardynałem Walterem Winterburnem) do Francji w celu zbadania prawowierności apokaliptycznej doktryny Piotra Olivi, która spowodowała wielkie poruszenie w zakonie franciszkańskim. Z ramienia papieża przewodniczył ceremoniom koronacyjnym króla Neapolu Roberta Andegaweńskiego w 1309 oraz koronacji cesarskiej króla Niemiec Henryka VII w czerwcu 1312. Przewodniczył obradom Konklawe 1314–1316. Zmarł w wieku 71 lat w Awinionie.
Kardynał Niccolò Alberti jest autorem pracy na temat elekcji papieskich zatytułowanej De ratione Pontificalium Comitiorum habendorum. Za życia był znany z hojności dla ubogich zwł. ze swej rodzinnej miejscowości Prato. Spore sumy łożył także na budowę nowych kościołów i domów zakonnych (m.in. w Awinionie). Dzięki jego staraniom dominikanie uzyskali trwającą do dziś wyłączność na sprawowanie funkcji Mistrza Świętego Pałacu (obecnie urząd ten nosi nazwę "Teolog Domu Papieskiego" i jest sprawowany przez Polaka Wojciecha Giertycha).